# Acaulopage dasyspora
Acaulopage dasyspora är en svampart som beskrevs av Drechsler 1955. Acaulopage dasyspora ingår i släktet Acaulopage och familjen Zoopagaceae.   Inga underarter finns listade i Catalogue of Life.